# Comté de Massac
Le comté de Massac est un comté situé dans l'État de l'Illinois, aux États-Unis. En 2000, sa population est de 15 161 habitants. Son siège est Metropolis.